# Manolea, Suceava
Manolea (rusă Манылувка) este un sat în comuna Forăști din județul Suceava, Moldova, România.
Atestat din anul 1740, Manolea este un sat de ruși-lipoveni. Este înconjurat de dealuri, păduri și râuri. Popular, dealul este numit Purdila, pe lângă care trece un pârâu, Platonița. Există un cor de fete al satului care participă la spectacole și festivaluri interetnice.
 Acest articol despre o localitate din județul Suceava este deocamdată un ciot. Puteți ajuta Wikipedia prin completarea lui.